# Saxman
Saxman é uma cidade localizada no estado americano de Alasca, no Distrito de Ketchikan Gateway.

## Demografia
Segundo o censo americano de 2000, a sua população era de 431 habitantes.
Em 2006, foi estimada uma população de 391, um decréscimo de 40 (-9.3%).

## Geografia
De acordo com o United States Census Bureau, a localidade tem uma área de 2,6 km², sem área coberta por água.

## Localidades na vizinhança
O diagrama seguinte representa as localidades num raio de 72 km ao redor de Saxman.